# 참조 구현
참조 구현(Reference implementation)은 다른 사람들이 어떠한 하드웨어 혹은 소프트웨어를 구현하는 것을 돕기 위해 제공하는 샘플 프로그램이다. 샘플 구현(Sample implementation) 또는 모델 구현(Model implementation)이라고도 불린다.